# Gössendorf
Gössendorf  är en ort och kommun i Österrike. Den ligger i distriktet Graz-Umgebung i förbundslandet Steiermark,  150 km sydväst om huvudstaden Wien.
Kommunen består av tre orter/ortsdelar (Ortschaften) (inom parentes invånarantal 1 januari 2024):
- Dörfla (938)
- Gössendorf (2 785)
- Thondorf (514)